# Cambridge English: Proficiency

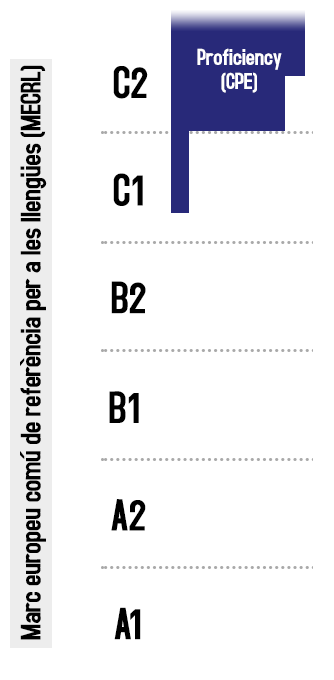
Nivell del CPE al Marc europeu comú de referència per a les llengües

El Cambridge English: Proficiency, també anomenat Certificate of Proficiency in English (CPE), és un examen d'anglès de Cambridge English Language Assessment (anteriorment conegut com a Cambridge ESOL). És la qualificació de nivell superior que ofereix la institució, i ha estat desenvolupada per demostrar l'assoliment d'un nivell extremadament alt d'anglès.
El Cambridge English: Proficiency va ser creat el 1913, i va ser la primera qualificació d'anglès com a llengua estrangera que va oferir el University of Cambridge Local Examinations Syndicate (UCLES). Avui dia, el Proficiency continua examinant les habilitats dels candidats al nivell més alt possible i demostra que aquests es poden comunicar amb una fluïdesa propera a la d'un parlant natiu. La prova correspon al nivell C2 del Marc europeu comú de referència per a les llengües (MECRL).

## Història
El Certificate of Proficiency in English es va crear el 1913 "per a estudiants estrangers que desitgin una prova satisfactòria del seu coneixement de la llengua per ensenyar-la a escoles estrangeres".
L'examen durava 12 hores, costava tres lliures (aproximadament 293 lliures en preus de l'any 2012) i només estava disponible per a majors de 20 anys. Estava dividit en dues parts: l'escrita i l'oral.
Part escrita
1. Traducció de l'anglès al francès o a l'alemany (2 hores)
2. Traducció del francès o alemany a l'anglès, i preguntes sobre gramàtica anglesa (2 hores i mitja)
3. Redacció en anglès (2 hores)
4. Literatura anglesa (3 hores)
5. Fonètica anglesa (1 hora i mitja)

Part oral
1. Dictat (Mitja hora)
2. Lectura i conversa (Mitja hora)

Al primer examen s'hi van presentar només tres candidats; tots van suspendre. Durant els 15 anys següents, el Proficiency comptava amb 14 o 15 candidats anuals. El 1929 hi havia la possibilitat que l'examen es deixés d'oferir, motiu pel qual s'hi van introduir alguns canvis. El 1926 la durada s'havia reduït a 11 hores i la part de traducció incloïa les opcions d'italià i de castellà. El 1966, l'estructura va canviar:
Part escrita
Els candidats havien d'examinar-se de la part (a) i, posteriorment, escollir-ne dos entre les opcions (b), (c) o (d). A l'opció (b) només es podia escollir una de les quatre propostes.
a. Llengua anglesa (redacció i comprensió lectora) (3 hores)
b. Literatura anglesa 
o bé Textos de ciències 
o bé Vida i institucions britàniques
o bé Enquesta d'indústria i comerç (3 hores)
c. Use of English (gramàtica) (3 hores)
d. Traducció a i de l'anglès (3 hores)
Part oral
a. Dictat, lectura i conversa
Successives reformes i actualitzacions han conformat l'examen tal com és actualment. L'última gran modificació, feta el 2015, va fusionar les parts de Use of English i de comprensió lectora en una de sola i va reduir la durada de la prova a quatre hores.

## Puntuació i resultats
El full de resultats (Statement of Results) mostra quatre elements: una nota (A, B, C o nivell C1), una puntuació global de l'examen seguint l'Escala de Cambridge English, una puntuació específica per a cada competència lingüística (Reading, Writing, Listening, Speaking i Use of English) i el nivell del Marc europeu comú de referència per a les llengües.
| Nota      | Puntuació a l'Escala de Cambridge English | Nivell del MECRL |
| A         | 220-230                                   | C2               |
| B         | 213-219                                   | C2               |
| C         | 200-212                                   | C2               |
| Nivell C1 | 180-199                                   | C1               |